# Unión Internacional de Ciencias Geológicas
La Unión Internacional de Ciencias Geológicas (International Union of Geological Sciences o IUGS) es una organización no gubernamental internacional dedicada a la cooperación en el campo de la geología. La IUGS se fundó en 1961 y es un miembro del Consejo Internacional para la Ciencia, órgano de coordinación para la organización internacional de la ciencia. Actualmente, los geólogos de 117 países están representados a través de las organizaciones nacionales (y regionales). La IUGS promueve y alienta el estudio de problemas geológicos, en especial aquellos de importancia global, y apoya y facilita la cooperación internacional e interdisciplinaria en las ciencias de la Tierra. La Secretaría de la Unión se encuentra actualmente en el Servicio Geológico de Noruega (UNG) en Trondheim, Noruega.

## Comisiones
- Comisión para la gestión y uso de la información geocientífica (Commission on the Management & Application of Geoscience Information, CGI)
- Comisión para la educación, aprendizaje y transferencia tecnológica en Geociencias (Commission on Geoscience Education, Training & Technology Transfer, COGE)
- Geociencias en Gestión medioambiental (Geoscience in Environmental Management, GEM)
- Comisión Internacional de Estratigrafía (International Commission on Stratigraphy, ICS)
- Comisión Internacional de Historia de las Ciencias Geológicas (International Commission on the History of Geological Sciences, INHIGEO)